# Claude Frisoni
 (octobre 2021).
Claude Frisoni, né le 23 septembre 1954 à Knutange en Lorraine, est un écrivain, acteur, régisseur et directeur culturel français ayant fait la plus grande partie de sa carrière au grand-duché de Luxembourg.
De 2002 à 2014, il a été le directeur du Centre culturel de rencontre Abbaye de Neumünster à Luxembourg.
Né d'un père italien et d'une mère française, Claude Frisoni est marié à Fabienne Zimmer, régisseuse de théâtre et professeure d'anglais. Il est le père de deux enfants.

## Études
- 1973-1977 : Faculté de droit et de sciences économiques de l'université de Nancy.

## Carrière professionnelle
- 1977-1982 : Responsable des publications au 'Centre culturel français de Luxembourg'.
- 1982-1992 : Attaché culturel adjoint au Centre culturel français auprès de l'ambassade de France à Luxembourg.
- 1992-aujourd'hui : Travailleur intellectuel indépendant, auteur dramatique, comédien, metteur en scène. Membre de la Société des auteurs et compositeurs dramatiques. Scénariste.
- 1993-1994 : Directeur-gérant de RéCRé, société de communication institutionnelle.
- 1990–1999 : Directeur artistique du TOL, le Théâtre ouvert Luxembourg.
- 1999–2001 : Président du TOL, le Théâtre ouvert Luxembourg.
- 1994-1996 : Coordinateur général de « Luxembourg, ville européenne de la culture 1995 ».
- 1996-2002 : Directeur fondateur de l’ALAC, l'Agence luxembourgeoise d'action culturelle.
- Depuis 2002 : Directeur du Centre culturel de rencontre Abbaye de Neumünster (CCRN) à Luxembourg.

Autres fonctions
- Depuis 1996 : président de l’association Les Amis de la maison de Victor Hugo à Vianden, qui gère le Musée littéraire Victor-Hugo à Vianden.
- Membre du conseil d'administration de la Fondation Servais pour la littérature luxembourgeoise.
- Sociétaire adjoint de la Société des auteurs et compositeurs d’art dramatique (SACD).

## Œuvres
- 1988 : Le Meilleur des Rouquins a jeté son père dans le puits. One man show. Prix de la meilleure création au festival de café-théâtre francophone d’Évry.
- 1989 : Les Gens vils… selon ma tante. Pièce en un acte.
- 1990 : Enfermés dehors. One man show.
- 1992 : Régimes sans ciel. Pièce en un acte.
- 1993 : Surtout tout. One man show.
- 1994 : La Défaite des paires. Pièce en un acte.
- 1996 : La fin du monde est pour demain… si le temps le permet. Pièce en deux actes.
- 1997 : Je dis ça, je dis rien mais… One man show.
- 1998 : Les derniers seront les premiers. Pièce en un acte.
- 2000 : One man show à plusieurs. Spectacle de sketchs.
- 2001 : C’était mieux quand c’était pire. Spectacle de sketchs.
- 2002 : Le Monde tel qu’il hait. Spectacle de sketchs.
- 2004 : Nécros spirituelles. Spectacle de sketchs.
- 2008 : Les animaux sont pires que des bêtes.

Œuvres diverses
- Scénario du clip France-Luxembourg pour le pavillon luxembourgeois de l’exposition universelle de Séville.
- Adaptation française du texte portugais Rua do Abecedàrio (Éditions ASA).
- Conception et rédaction du CD-ROM Médiascopie du Luxembourg pour la présidence luxembourgeoise du Conseil de l'Union européenne (1997).
- Scénario du clip culturel pour l’exposition mondiale de Lisbonne.

## Publications
- 1992 : Frisoni soit qui mal y pense. Éditions Phi, collection Cabaret.
- 1996 : Pièces montées. Éditions Phi, collection Amphi.
- 2000 : Luxembourg, un incertain regard. Éditions Phi.
- 2001 : C’était mieux quand c’était pire. Éditions Phi.
- 2003 : Nécros spirituelles. Éditions Le Phare.
- 2008 : Ça va mieux en le disant. 144 p. mediArt, Luxembourg & Le Jeudi, Esch-sur-Alzette  (ISBN 978-2-9599749-5-3).
- 2015: Lettre d'amour au peuple qui ne connaissait pas le verbe aimer. Editions Guy Binsfeld

## Mises en scène
- La Cantatrice chauve d'Eugène Ionesco.
- Les Diablogues de Roland Dubillard.
- Palace vun Roland Topor et Jean-Michel Ribes.
- Dieu de Woody Allen.
- Nuit d'ivresse de Josiane Balasko.
- Le Café des Jules de Jacques Nolot.
- Voltaire’s folies de Jean-François Prévand.
- Un petit jeu sans conséquence de Jean Dell et Gérald Sibleyras.

## Interprétations
Interprétations au théâtre
- Divers rôles dans Radio Active, la radio qui rayonne, d'après Pierre Dac. Mise en scène de Philippe Noesen.
- Tade dans Petit déjeuner chez Desdémone de Janus Krasinski. Mise en scène de Anne Saint-Mor.
- Y dans La Goutte de Guy Foissy. Mise en scène de Marc Olinger.
- La Flèche dans l'Avare de Molière. Mise en scène de Marc Olinger.
- Divers Rollen dans Love scories, montage de sketches. Mise en scène de Philippe Noesen.
- Covielle dans Le Bourgeois gentilhomme de Molière. Mise en scène de Jean-Paul Zehnacker.
- Cléante dans Tartuffe de Molière. Mise en scène de Lisa Viet.
- Lubin dans George Dandin de Molière. Mise en scène de Louis Bonnet.
- Dudard dans Rhinocéros d'Eugène Ionesco. Mise en scène de Marc Olinger.
- Le général dans Le Balcon de Jean Genet. Mise en scène de Marc Olinger.
- Le Chevalier de Saint-Ouen dans Jacques et son Maître de Milan Kundera. Mise en scène de Maurice Travail.
- De La Brive dans Le Faiseur de Honoré de Balzac. Mise en scène de Marion Poppenbor.
- Georges dans Le Roi des Cons de Wolinski. Mise en scène de Marc Olinger.
- Rédillon dans Le Dindon de Georges Feydeau. Mise en scène de Frank Feitler.
- Omlet dans Régimes sans ciel de Claude Frisoni. Mise en scène de Claudine Pelletier.
- Pierre dans La défaite des paires de Claude Frisoni. Mise en scène de Louis Bonnet.
- Le général Eudes Ferté de la Guérivière dans La fin du monde est pour demain… si le temps le permet de Claude Frisoni. Mise en scène de Fabienne Zimmer.
- Trissotin dans Les Femmes Savantes de Molière. Mise en scène de Simon Eine.
- Busiris dans La guerre de Troie n’aura pas lieu de Jean Giraudoux. Mise en scène de Simon Eine.
- Léopold dans Largo Desolato de Václav Havel. Mise en scène de Marc Olinger.
- Claude dans Les derniers seront les premiers de Claude Frisoni. Mise en scène de Philippe Noesen.
- L'Oncle Vania dans Oncle Vania de Anton Tchekhov. Mise en scène de Raija-Sinikka Rantala.
- Le Menteur dans Le Menteur de Carlo Goldoni. Mise en scène de Marc Olinger.
- Dolan dans Le premier de Israël Horovitz. Mise en scène de Philippe Noesen.
- « Le narrateur » dans One man show à plusieurs de Claude Frisoni. Mise en scène de Claude Frisoni.
- Dédé dans Le Café des Jules de Jacques Nolot. Mise en scène de Claude Frisoni.
- « Le narrateur » dans C’était mieux quand c’était pire de Claude Frisoni.
- Le conférencier dans Le Monde tel qu’il hait de Claude Frisoni.
- Roberto Miranda dans La jeune fille et la mort de Ariel Dorfman.
- Le conférencier dans Nécros spirituelles de Claude Frisoni.

Interprétations au cinéma
- Le Prince de Luxembourg dans Three Shake-a-leg Steps to Heaven d'Andy Bausch.
- Bernard dans le court-métrage Le bolide rouge d'Anne Diederich.
- Le banquier dans La Revanche des chômeurs d'Andy Bausch.

## Distinctions
- Chevalier dans l’ordre des Arts et des Lettres de la République française
- Becker d’argent, prix de la meilleure création au festival de café-théâtre francophone d’Évry (1988)
- Prix Lion’s (1995)
- Officier de l’ordre de la Pléiade
- Officier du Mérite culturel de la République de Roumanie
- Officier de l'ordre d'Adolphe de Nassau, Grand-Duché de Luxembourg